# (4302) Markeev
(4302) Markeev es un asteroide perteneciente al cinturón de asteroides, descubierto el 22 de abril de 1968 por Tamara Mijáilovna Smirnova desde el Observatorio Astrofísico de Crimea (República de Crimea).

## Designación y nombre
Designado provisionalmente como 1968 HP. Fue nombrado Markeev en honor al físico y matemático ruso Anatoly Pavlovich Markejev.